# Rhantus elisabethae
Rhantus elisabethae – gatunek wodnego chrząszcza z rodziny pływakowatych i podrodziny Colymbetinae.
Gatunek ten opisany został w 2007 roku przez Michaela Balke, Andrew Kinibela i Katayo Sagatę na podstawie 20 okazów odłowionych w 2006 roku.
Chrząszcz o ciele długości od 10,9 do 11,1 mm i szerokości od 5,3 do 5,5 mm. Od R. papuanus i R. bacchusi wyróżnia się silnie pomarszczonymi bokami ostatniego z widocznych sternitów odwłoka oraz większym i inaczej zakrzywionym środkowym płatem edeagusa.
Owad endemiczny dla Papui-Nowej Gwinei, znany tylko z jej wyżynnej części. Spotykany na rzędnych 2500–2700 m n.p.m. Zasiedla płytkie zbiorniki wodne, kałuże i torfowiska.